# مستشفى بنغازي للأطفال
مستشفى بنغازي للأطفال من المستشفيات الرئيسة في مدينة بنغازي بليبيا. أسس بعد الحرب العالمية الثانية في ليبيا ليكون مستشفى أمريكي بمنطقة الفويهات. شهد هذا المستشفى عام 1996 حقن العديد من الأطفال بحقن تحمل فيروس فقدان المناعة المكتسبة الإيدز، عرفت لاحقا «بقضية أطفال الإيدز».